# Foltinovits György
Foltinovits György, Juraj Foltinovič (Liptószentmiklós, 1706. április 18. – Temesvár, 1738. május 21.) magyar jezsuita rendi pap.

## Élete
A bölcseletet Nagyszombatban hallgatta. 1726-ban a rendbe lépett, 1729-30-ban Szakolcán, 1731-32-ben Trencsénben tanított filozófiát. 1733-34-ben Bécsben és 1734-35-ben Nagyszombatban elvégezte a teológiát is. Ezután nyelvtant tanított Zsolnán, majd a harmadik próbaidőt Besztercebányán töltötte.

## Munkája
- Oratio panegyrica de S. Francisco Xaverio. Tyrnaviae, 1734